# 4NCL

Оригинальное лого лиги 4NCL

4NCL, или Шахматная лига четырёх наций (англ. Four Nations Chess League) — шахматная лига в Великобритании, названная в честь наций, входящих в её состав: Англии, Шотландии, Уэльса, Северной Ирландии. Несмотря на название, в действительности лига является международной — в ней принимают участие игроки из 27 стран. Это главная лига Соединённого Королевства, она не контролируется шахматными федерациями отдельных стран и функционирует как акционерное общество с ограниченной ответственностью.
Формат соревнований можно описать как престижный турнир, проводимый ежегодно на протяжении выходных с октября по май в разных местах на юге и в Центральных графствах Англии. Представляет собой лигу, состоит из четырёх дивизионов, играют в ней около 600 игроков. Это спортивное соревнование можно сравнить с национальными клубными чемпионатами — французским чемпионатом French Nationale и немецкой шахматной Бундеслигой.
В турнире есть призовой фонд, но лучшие команды стараются привлечь спонсоров извне, что время от времени позволяет им заполучить в качестве участников ведущих мировых гроссмейстеров, которые обычно участвуют в важнейших матчах конца сезона. В лиге принимали участие такие игроки, как Найджел Шорт, Александр Морозевич, Алексей Широв, Пётр Свидлер и Майкл Адамс.
Соревнование было впервые проведено в сезоне 1993/1994. В 2020 году лига 4NCL начала проводить онлайн-соревнование в апреле, в нём участвовали 172 команды, по 4 игрока в каждой команде.